# Caudrot
Caudrot – miejscowość i gmina we Francji, w regionie Nowa Akwitania, w departamencie Żyronda.
Według danych na rok 1990 gminę zamieszkiwało 945 osób, a gęstość zaludnienia wynosiła 154 osób/km² (wśród 2290 gmin Akwitanii Caudrot plasuje się na 451. miejscu pod względem liczby ludności, natomiast pod względem powierzchni na miejscu 1346.).